# Santiago Astata
Santiago Astata è un comune del Messico, situato nello stato di Oaxaca.